# Kavadh I
Kavadh I var en persisk kung av den sassanidiska ätten. Han regerade mellan 488 och 531.